# آلن ریس (راننده مسابقه)
آلن ریس (انگلیسی: Alan Rees؛ زادهٔ ۱۲ ژانویهٔ ۱۹۳۸ در مونموت‌شر، ولز – درگذشتهٔ ۶ سپتامبر ۲۰۲۴ در اسکات، انگلستان) رانندهٔ سابق مسابقات اتومبیل‌رانی فرمول یک اهل بریتانیا بود که از فصل ۱۹۶۶ تا ۱۹۶۷ در مجموع در سه گراند پری شرکت کرد، اما موفق به کسب هیچ امتیازی نشد.
ریس در ۶ سپتامبر ۲۰۲۴، در سن ۸۶ سالگی درگذشت.